# Мирловић Поље
Мирловић Поље је насељено мјесто у општини Ружић, Република Хрватска. Географски припада Далмацији.

## Географија
Село је смјештено на западним падинама Свилаје, изнад Петровог поља. Код Мирловић Поља се налази извор ријеке Чиколе. Удаљено је 17 км од Дрниша и 34 км од Книна.

## Историја
Прије рата је припадало општини Дрниш. За вријеме рата у Хрватској (1991–1995) налазило се у Републици Српској Крајини, на самој граници с Републиком Хрватском.
Ово село се спомиње у првој верзији песме „Бојна Чавоглаве”. Марко Перковић Томпсон, родом из сусједних Чавоглава, који је написао пјесму и извео, рекао је да је ово село одувјек уливало страх околним Хрватима. После је умјесто „Баљци и Мирловићи” додато „српски добровољци”.
Дана 6. септембра 1993. у село, које је у том тренутку било без војника Српске војске Крајине и под званичном заштитом снага УН, упада диверзантска група хрватске војске. Том приликом је измасакрирано и спаљено седморо старијих лица српске националности. До данас за овај злочин нико није процесуиран.

## Становништво
Прије грађанског рата у Хрватској, Мирловић Поље је било национално мјешовито село; по попису из 1991. године, имало је 477 становника, од чега 281 Хрвата, 188 Срба и 8 осталих. Према попису становништва из 2001. године, Мирловић Поље је имало 186 становника, који су готово сви хрватске националности. Мирловић Поље је према попису становништва из 2011. године имало 170 становника.
| Националност       | 1991. | 1981. | 1971. | 1961. |
| Срби               | 188   | 264   | 334   | 350   |
| Хрвати             | 281   | 392   | 454   | 527   |
| Југословени        |       | 26    | 3     |       |
| остали и непознато | 8     | 9     |       |       |
| Укупно             | 477   | 691   | 791   | 877   |

| Демографија | Демографија | Демографија |
| Година      | Становника  | Становника  |
| ----------- | ----------- | ----------- |
| 1961.       | 877         |             |
| 1971.       | 791         |             |
| 1981.       | 691         |             |
| 1991.       | 477         |             |
| 2001.       | 186         |             |
| 2011.       |             | 170         |

## Попис 1991.
На попису становништва 1991. године, насељено место Мирловић Поље је имало 477 становника, следећег националног састава:
| Попис 1991.‍ | Попис 1991.‍ | Попис 1991.‍ | Попис 1991.‍ | Попис 1991.‍ |
| ----------- | ----------- | ----------- | ----------- | ----------- |
|             |             |             |             |             |
| Хрвати      | Хрвати      |             | 281         | 58,90%      |
| Срби        | Срби        |             | 188         | 39,41%      |
| Немци       | Немци       |             | 1           | 0,20%       |
| непознато   | непознато   |             | 7           | 1,46%       |
| укупно: 477 |             |             |             |             |

## Презимена
- Бибић — Православци, славе Св. Јована
- Богдан — Православци и Римокатолици
- Бузов — Римокатолици
- Вукушић — Римокатолици
- Давидовић — Православци, славе Св. Јована
- Ивчевић — Римокатолици
- Јањић — Православци, славе Св. Јована
- Кушета — Римокатолици
- Поплашен — Православци, славе Св. Јована
- Секула — Православци, славе Св. Јована
- Станковић — Римокатолици
- Трзин — Православци, славе Св. Јована
- Ћуба — Православци, славе Св. Јована
- Шарац — Православци, славе Св. Јована